# إيفون سامبسون
إيفون سامبسون (بالإنجليزية: Yvonne Sampson)‏ هي مقدمة تلفزيونية أسترالية، ولدت في 21 يوليو 1988 في بريزبان في أستراليا.